# Alte Americi
Alte Americi (1988) (titlu original Other Americas) este o antologie science fiction cuprinzând texte scrise de Norman Spinrad. Fiecare text prezintă un posibil viitor al Statelor Unite și este prefațat de un comentariu al autorului, în care acesta povestește despre evenimentele care au dus la apariția ideii prezentate în el.

## Conținut
- Carnea vie a străzii (Street Meet)
- Continentul pierdut (The Lost Continent)
- Ultimul război mondial (World War Last)
- La vie continue (La vie continue)

## Intriga

### Carnea vie a străzii
Nuveleta a apărut inițial în numărul din decembrie 1983 al revistei Isaac Asimov's Science Fiction Magazine și a ocupat locul 5 la categoria "Cea mai bună nuveletă" în sondajul efectuat de Locus în 1984.
O mare parte a populației americane trăiește pe străzi, în condiții mizere, mâncând șobolani și orice le oferă vânzătorii ambulanți și fiind atent păziți de forțele de ordine. Cei mai norocoși fac rost de jetoane care să le permită intrarea în metrou, o zonă în care îi întâlnesc pe "oamenii civilizați", care își ascund fețele în spatele unor măști grotești. Cei foarte norocoși ajung să fie culeși de pe străzi de oamenii bogați, care îi angajează pe post de bodyguarzi și le oferă condiții de viață mai bună și o mâncare decentă. Dar de la stradă la viața mai bună e un sigur pas, la fel cum este și în sens invers, după cum descoperă eroina acestei nuvelete, Maria.

### Continentul pierdut
Nuveleta a apărut pentru prima dată în decembrie 1970 în Science Against Man.
Statele Unite au decăzut în urma Panicii care a distrus întreg mediul, iar supremația mondială este acum deținută de Africa. Negrii organizează periodic excursii pe teritoriul american, pentru a vedea rămășițele glorioasei Ere Spațiale americane, acum subiect de legendă. Un element de interes îl constituie și urmașii animalizați ai americanilor din acea perioadă, care s-au retras în stațiile de metrou sigilate, acolo unde se ascunde și ultima invenție a Erei Spațiale: aparatul care stimulează centrul plăcerii, aducând omul într-o stare aproape transcedentală.

### Ultimul război mondial
Această nuvelă umoritstică a apărut în numărul din august 1985 al revistei Isaac Asimov's Science Fiction Magazine și a ocupat locul 10 la categoria "Cea mai bună nuvelă" în sondajul efectuat în 1986 de Locus.
Un mic emirat arab care are rezerve uriașe de petrol și o populație îndobitocită de hașiș din ordinul conducătorului său, folosește banii primiți în schimbul petrolului pentru a-și achiziționa arme nucleare cu care să radă Israelul de pe fața Pământului. Singurele puteri care i se pot opune sunt Statele Unite - conduse de un fost vânzâtor de mașini uzate obsedat sexual și Uniunea Sovietică - la conducerea căreia se află un lider mort și îmbălsămat de ani de zile, conectat la un calculator împreună cu care ia decizii. Deși emirul încearcă să asumtă cele două mari puteri una împotriva celeilalte, cei doi lideri cad la pace, permițând Israelului să rezolve problema pusă de dușmanul neînsemnat, căruia tocmai această țară i-a vândut focoasele nucleare și rachetele aproape ruginite pe care le posedă.

### La vie continue
Nuvela a apărut pentru prima dată în acest volum și a ocupat locul 17 la categoria "Cea mai bună nuvelă" în sondajul realizat în 1989 de Locus.
Personajul principal este însuși Norman Spinrad, într-un viitor în care el e cu aproximativ 20 de ani mai bătrân. Retras în Franța, unde publică o revistă aservită KGB-ului care critică dur regimul dictatorial instaurat în State, Spinrad este vânat de CIA care i-a înghețat conturile americane și așteaptă ca acesta să pună piciorul pe pământ american pentru a-l aresta sub acuzația de trădare națională.
În cele din urmă, pentru a suprima revista care îi deranjează, cei de la CIA îi fac lui Spintad o ofertă de nerefuzat: revenirea în State și retragerea acuzațiilor, dezghețarea conturilor și ecranizarea unui roman al său, de pe urma căruia are de câștigat o sumă fabuloasă. Spinrad e tentat să accepte, dar asta ar însemna să-și trădeze toți prietenii și toate ideile în care a crezut. În cele din urmă apelează la "legea haosului", care aranjează toate piesele puzzle-ului într-un eșafodaj în care toți participanții au de câștigat.